# FAIR-данные

Findability, Accessibility, Interoperability, Reusability

FAIR-данные — это данные, соответствующие принципам Findability, Accessibility, Interoperability, Reusability — находимости, доступности, совместимости и переиспользования, акроним FAIR можно также перевести как «честные», «справедливые». Данные принципы были представлены в мартовской статье 2016 года в журнале Scientific Data консорциумом из нескольких ученых и организаций.
Принципы FAIR фокусируются на возможностях автоматической обработки — то есть способность вычислительных систем находить, получать доступ, взаимодействовать и повторно использовать данные без вмешательства человека, или с минимальным его участием — это необходимо в связи с постоянным ростом объёма, сложности и скорости возникновения информации.
Аббревиатура FAIR/O подразумевает добавление к описанным выше принципам явного указания открытой лицензии (Open license) на данные.

## Принципы FAIR, опубликованные GO FAIR
Оригинал на https://www.go-fair.org/fair-principles/

### Findable — находимость
Первый шаг в (пере)использовании данных — это их поиск. Метаданные и данные должны быть легко обнаружимы как для людей, так и для компьютеров. Машиночитаемые метаданные необходимы для автоматического обнаружения наборов данных и сервисов, это важный компонент процесса FAIRфикации.
F1. (Мета)данным присваивается глобальный уникальный и постоянный идентификатор
F2. Данные описываются с помощью расширенных метаданных (определяются ниже в пункте R1).
F3. Метаданные чётко и явно включают идентификатор данных, которые они описывают
F4. (Мета)данные регистрируются или индексируются в системе с поисковыми возможностями
Оригинальный текст (англ.)
The first step in (re)using data is to find them. Metadata and data should be easy to find for both humans and computers. Machine-readable metadata are essential for automatic discovery of datasets and services, so this is an essential component of the FAIRification process.
F1. (Meta)data are assigned a globally unique and persistent identifier
F2. Data are described with rich metadata (defined by R1 below)
F3. Metadata clearly and explicitly include the identifier of the data they describe
F4. (Meta)data are registered or indexed in a searchable resource

### Accessible — доступность
Как только пользователь находит необходимые данные, ему становится нужно понять, как получить к ним доступ, возможно, с учётом аутентификации и авторизации.
A1. (Мета)данные могут быть получены по их идентификатору с использованием стандартизированного протокола связи
A1.1 Протокол является открытым, бесплатным и универсально реализуемым
A1.2 Протокол допускает процедуру аутентификации и авторизации, где это необходимо
A2. Метаданные остаются доступны, даже если сами данные больше недоступны
Оригинальный текст (англ.)
Once the user finds the required data, they need to know how they can be accessed, possibly including authentication and authorisation.
A1. (Meta)data are retrievable by their identifier using a standardised communications protocol
A1.1 The protocol is open, free, and universally implementable
A1.2 The protocol allows for an authentication and authorisation procedure, where necessary
A2. Metadata are accessible, even when the data are no longer available

### Interoperable — совместимость
Данные обычно должны соединяться с другими данными. Кроме того, данные должны взаимодействовать с приложениями или рабочими процессами для анализа, хранения и обработки.
I1. (Мета)данные используют формальный, доступный, общий и широко применяемый язык для представления знаний.
I2. (Мета)данные используют словари, которые следуют FAIR-принципам
I3. (Мета)данные включают квалифицированные ссылки на другие (мета)данные
Оригинальный текст (англ.)
The data usually need to be integrated with other data. In addition, the data need to interoperate with applications or workflows for analysis, storage, and processing.
I1. (Meta)data use a formal, accessible, shared, and broadly applicable language for knowledge representation.
I2. (Meta)data use vocabularies that follow FAIR principles
I3. (Meta)data include qualified references to other (meta)data

### Reusable — переиспользование
Конечная цель FAIR — оптимизировать повторное использование данных. Для достижения этой цели метаданные и данные должны быть хорошо описаны, чтобы их можно было копировать и/или комбинировать в различных условиях.
R1. Мета(данные) подробно описаны с множеством точных и уместных свойств
R1.1. (Мета)данные публикуются с чёткой разрешающей использование лицензией
R1.2. (Мета)данные связаны с подробным описанием происхождения
R1.3. (Мета)данные соответствуют стандартам сообщества, относящимся к данной предметной области
Оригинальный текст (англ.)
The ultimate goal of FAIR is to optimise the reuse of data. To achieve this, metadata and data should be well-described so that they can be replicated and/or combined in different settings.
R1. Meta(data) are richly described with a plurality of accurate and relevant attributes
R1.1. (Meta)data are released with a clear and accessible data usage license
R1.2. (Meta)data are associated with detailed provenance
R1.3. (Meta)data meet domain-relevant community standards

Принципы относятся к трём типам объектов: данным (или любому цифровому объекту), метаданным (информация об этом цифровом объекте) и инфраструктуре. Например, принцип F4 определяет, что и метаданные, и данные регистрируются или индексируются в системе с поисковыми возможностями (часть инфраструктуры).
Оригинальный текст (англ.)
The principles refer to three types of entities: data (or any digital object), metadata (information about that digital object), and infrastructure. For instance, principle F4 defines that both metadata and data are registered or indexed in a searchable resource (the infrastructure component).

## Принятие и внедрение принципов FAIR-данных
Одна из первых статей, в которой обсуждались аналогичные идеи, была опубликована ещё в 2007 году.
На саммите G20 в Ханчжоу в 2016 году лидеры Большой двадцатки выступили с заявлением, в котором одобрили применение FAIR-принципов в исследованиях.
В 2016 году группа австралийских организаций разработала Заявление о FAIR-доступе к Результатам исследований Австралии (Australia's Research Outputs), которое расширяло использование принципов на результаты исследований.
В 2017 году Германия, Нидерланды и Франция договорились о создании международного офиса поддержки FAIR-инициативы – GO FAIR International Support and Coordination Office.
Другие международные организации, действующие в экосистеме исследовательских данных, такие как CODATA или Альянс исследовательских данных (RDA), также поддерживают внедрение FAIR своими членами. Оценка реализации FAIR-принципов проводится Рабочей группой по модели зрелости FAIR-данных в составе RDA. Стратегическая десятилетняя программа CODATA «Данные для планеты: использование данных для решения междоменных задач» упоминает принципы FAIR-данных как фундаментальное свойство основанных на данных наук.
Ассоциация Европейских исследовательских библиотек рекомендует использовать FAIR-принципы.
В документе 2017 года, подготовленном сторонниками FAIR-данных, сообщалось о росте осведомленности о FAIR-концепции среди различных исследователей и институтов, но также отмечалось, что принцимы размываются, многие имеют своё особое видение.
В руководствах по внедрению FAIR-методов обработки данных говорится, что стоимость плана управления данными в соответствии с FAIR-практиками должна составлять 5% от общего бюджета исследований.
В 2019 году Глобальный альянс данных коренных народов (Global Indigenous Data Alliance — GIDA) опубликовал дополнение в виде CARE-принципов. Принципы CARE («заботы») расширяют принципы FAIR, добавляя к ним Collective benefit (общую выгоду), Authority to control (полномочия по контролю), Responsibility (ответственность), Ethics (этику), чтобы обеспечить учёт исторического контекста и различий в возможностях.
Отмечается, что отсутствие информации о практическом применении руководящих принципов, привело к их непоследовательному толкованию.
В январе 2020 года представители девяти групп университетов по всему миру подготовили Сорбоннскую декларацию о правах на исследовательские данные, которая включила обязательство предоставлять FAIR-данные и призвала правительства оказать поддержку для её реализации.